# Perrault Lake
Der Perrault Lake ist ein See im Kenora District im Südwesten der kanadischen Provinz Ontario.

## Lage
Der Perrault Lake wird vom Cedar River von Süden nach Norden durchflossen. Ein weiterer Zufluss des Sees ist der Ord River. Am Nordende des Sees am Abfluss des Cedar River liegt die Siedlung Perrault Falls. Der Ontario Highway 105 verläuft westlich des Sees. Der Perrault Lake hat eine Fläche von 33 km². 

## Seefauna
Der Perrault Lake gilt als gutes Angelgewässer. Im See werden folgende Fischarten gefangen: Glasaugenbarsch, Hecht, Muskellunge, Schwarzbarsch und Heringsmaräne.